# Seydelia melaena
Seydelia melaena là một loài bướm đêm thuộc phân họ Arctiinae, họ Erebidae.